# 長円 (仏師)
長円（ちょうえん、生年不詳 - 1150年（久安6年））は、平安時代の円派の仏師である。

## 経歴・人物
円勢の長男として生まれる。父や実弟とされている賢円と共に多くの作品を残したといわれているが、弟と同じく現存する作品はほぼ皆無である。
1105年（長治2年）に父から尊勝寺に祀られている像を製作した事により、法橋に叙せられる。1132年（長承元年）には法壮巌院に祀られている仏像を製作した事で法印に昇格した。後に清水寺の別当や大和の興福寺の住職も務めたが、後に辞退した。

## 主な作品
- 『檀像薬師如来像』- 1103年（康和5年）制作。父との共作。